# Monique Barry
Monique Barry (* 21. Juni 2002 in New Plymouth) ist eine neuseeländische Tennisspielerin.

## Karriere
Barry spielt vorrangig Turniere auf der ITF Junior Tour und der ITF Women’s World Tennis Tour, wo sie bisher acht Titel im Doppel gewinnen konnte.
2019 trat sie mit ihrer Partnerin Evana Bowell beim mit 60.000 US-Dollar dotierten City of Playford International II im Doppel an, die beiden verloren aber bereits in der ersten Runde.
2022 gewann sie im Juli ihren ersten ITF-Doppeltitel in Caloundra. Danach qualifizierte sie sich im Oktober bei den City of Playford International für das Hauptfeld im Dameneinzel, wo sie in der ersten Runde gegen die ebenfalls über die Qualifikation ins Hauptfeld gelangte Kaylah McPhee mit 4:6 und 1:6. Bei den anschließenden NSW Open 2022/Damen trat sie mit Partnerin Vivian Yang im Doppel an, die beiden verloren aber ihr Auftaktmatch gegen Alexandra Bozovic und Talia Gibson mit 2:6 und 2:6.
2023 qualifizierte sie sich im März für das Hauptfeld im Dameneinzel der mit 60.000 US-Dollar dotierten Canberra Claycourt International I, wo sie in der ersten Runde gegen Petra Hule mit 2:6 und 1:6 verlor. Auch im Doppel überstand sie mit Partnerin Roopa Bains die erste Runde nicht, die beiden verloren gegen Destanee Aiava und Olivia Gadecki mit 1:6 und 1:6. Bei den anschließenden Canberra Claycourt International II qualifizierte sie sich ebenfalls wieder für das Hauptfeld im Dameneinzel, verlor dort in der ersten Runde gegen Misaki Doi mit 4:6 und 1:6. Im Doppel ging sie mit Irina Ramialison an den Start, verlor aber in der ersten Runde gegen Maddison Inglis und Kaylah McPhee knapp in drei Sätzen mit 0:6, 7:67 und [5:10]. Im Juli konnte sie ihren zweiten ITF-Doppeltitel gewinnen, im August den dritten. Im Oktober konnte sie sich erneut für das Hauptfeld im Dameneinzel der City of Playford Tennis International qualifizieren, unterlag aber bereits in der ersten Runde Ivana Popovic mit 2:6 und 5:7. Bei den NSW Open im November trat sie mit Alicia Smith im Doppel an, die beiden verloren aber wiederum bereits in der ersten Runde des Hauptfelds.
2024 erhielt sie zu Beginn des Jahres für die ASB Classic, ihrem ersten Turnier der WTA Tour sowohl für das Hauptfeld im Einzel als auch mit Partnerin Elyse Tse für das Doppel eine Wildcard. Im Einzel verlor sie in der ersten Runde mit 6:76 und 2:6 gegen Elina Awanessjan. Im Doppel scheirte sie mit Partnerin Elyse Tse in der ersten Runde gegen Jade Otway und Lulu Sun mit 3:6 und 2:6.
Seit 2023 spielt Barry für die Neuseeländische Billie-Jean-King-Cup-Mannschaft, wo sie im Juli 2023 ihr bislang einziges Match, ein Doppel, gewinnen konnte.

## Turniererfolge

### Doppel
| Nr. | Datum             | Turnier             | Kategorie | Belag     | Partnerin                       | Finalgegnerin                          | Ergebnis  |
| --- | ----------------- | ------------------- | --------- | --------- | ------------------------------- | -------------------------------------- | --------- |
| 1.  | 25. Juli 2022     | Caloundra           | ITF W15   | Hartplatz | Vivian Yang                     | Aoi Ito Nanari Katsumi                 | 6:2, 7:65 |
| 2.  | 15. Juli 2023     | Nakhon Si Thammarat | ITF W15   | Hartplatz | Shrivalli Rashmikaa Bhamidipaty | Punnin Kovapitukted Supapitch Kuearum  | 6:2, 7:63 |
| 3.  | 5. August 2023    | Caloundra           | ITF W15   | Hartplatz | Lily Fairclough                 | Yui Chikaraishi Elyse Tse              | 6:4, 6:1  |
| 4.  | 20. Juli 2024     | Nakhon Si Thammarat | ITF W15   | Hartplatz | Alicia Smith                    | Jeong Bo-young Punnin Kovapitukted     | 6:4, 6:3  |
| 5.  | 14. Dezember 2024 | Wellington          | ITF W15   | Hartplatz | Merel Hoedt                     | Shiho Akita Nanari Katsumi             | 6:3, 6:3  |
| 6.  | 22. Februar 2025  | Burnie              | ITF W35   | Hartplatz | Elena Micic                     | Gabriella Da Silva Fick Belle Thompson | 6:3, 6:4  |
| 7.  | 1. März 2025      | Launceston          | ITF W35   | Hartplatz | Elena Micic                     | Miho Kuramochi Erika Sema              | 6:2, 6:4  |
| 8.  | 16. August 2025   | Tweed Heads         | ITF W15   | Hartplatz | Gabriella Da Silva Fick         | Alana Subasic Belle Thompson           | 6:4, 6:1  |